# Városi rágcsálók
A Városi rágcsálók (angolul Urban Vermin) kanadai rajzfilmsorozat, amelyet Magyarországon a Jetix tűzött műsorára. 

## Cselekmény
A műsor egy mosómedve testvérpárról, Abe-ről és Kenről szól, akik egy sötét sikátorban élnek, ahol szinte minden van. akik szöges ellentétek: Ken mohó, és önző, Abe pedig szerencsétlen és kelletlen. Kennek hadserege van, Abe-nek pedig csak három barátja van. Ken szinte uralma alatt tartja a várost, Abe pedig csak a földbe ásott üregét tudhatja magáénak. Viszont Abe sem sopánkodhat, hiszen vannak neki is barátai: egy őrült tudós mókus, egy majdnem vak vakond, és egy ütődött borz. A sorozat a testvérpár kalandjait mutatja be a sikátorban.

## Fogadtatás
A The Globe and Mail szerint "a számítógépes animáció szép és szemgyönyörkedtető".